# Svenska Pudelklubben
Svenska Pudelklubben (SPK) är en rasklubb för pudel bildad 1942. Klubben är en specialklubb inom Svenska Kennelklubben för uppfödare och ägare av pudlar och har cirka 4 000 medlemmar. Rasklubben indelas i fyra avdelningar, norra, mellansvenska, västra och södra avdelningen, under en gemensam centralstyrelse. Under avdelningarna finns det lokala sektioner. SPK:s medlemstidning heter PudelNytt, den utkommer fyra gånger per år.